# Fenspirid
Fenspirid (Pneumorel) je spiro jedinjenje koje se koristi kao lek za tretiranje pojedinih respiratornih oboljenja.